# Тоні Делк
Тоні Лорензо Делк (англ. Tony Lorenzo Delk, нар. 28 січня 1974, Ковінгтон, Теннессі, США) — американський професійний баскетболіст, що грав на позиціях розігруючого захисника і атакувального захисника за низку команд НБА.

## Ігрова кар'єра
На університетському рівні грав за команду Кентакі (1992–1996). Провів видатний сезон на останньому курсі університету, вигравши чемпіонат NCAA та ставши найціннішим гравцес Фіналу чотирьох турніру. Він також був включений до символічної збірної NCAA та був визнаний найкращим баскетболістом року конференції SEC.
1996 року був обраний у першому раунді драфту НБА під загальним 16-м номером командою «Шарлотт Горнетс». Професійну кар'єру розпочав 1996 року виступами за тих же «Шарлотт Горнетс», захищав кольори команди із Шарлотта протягом одного сезону.
З 1997 по 1999 рік грав у складі «Голден-Стейт Ворріорс», куди разом з Маггсі Боугсом був обміняний на Бі Джей Армстронга.
Сезон 1999—2000 провів у складі «Сакраменто Кінґс».
Наступною командою в кар'єрі гравця була «Фінікс Санз», за яку він відіграв 2 сезони. 2 січня 2001 року в матчі проти «Сакраменто» набрав 53 очки. Це був єдиний раз у його кар'єрі НБА, коли він набрав більше 30-ти очок у одному матчі.
З 2002 по 2003 рік грав у складі «Бостон Селтікс».
2003 року разом з Антуаном Вокером перейшов до «Даллас Маверікс» в обмін на Кріса Міллса, Їржі Велша, Рафа Лафренца та драфт-пік першого раунду наступного Драфту. У складі команди з Далласа провів наступний сезон своєї кар'єри.
Наступною командою в кар'єрі гравця була «Атланта Гокс», куди з нову перейшов разом з Вокером, цього разу в обмін на Джейсона Террі та Алана Гендерсона. Провів у команді 2 сезони.
1 березня 2006 року підписав контракт до кінця сезону з «Детройт Пістонс».
Того ж 2006 року перейшов до грецької команди «Панатінаїкос», у складі якої провів наступний сезон своєї кар'єри. У її складі виграв Євролігу, чемпіонат і кубок Греції.
Останньою ж командою в кар'єрі гравця стала «Хігантес де Кароліна» з Пуерто-Рико, до складу якої він приєднався 2008 року і за яку відіграв лише частину сезону.

## Тренерська кар'єра
2009 року став асистентом Джона Каліпарі, головного тренера «Кентакі Вайлдкетс». За два роки команда виграла два чемпіонства конференції SEC. 
2011 року став помічником головного тренера Нью-Мексико Стейт.